# Antoniet
Antonio Ivorra Ivorra (Alicante, 29 de agosto de 1933 — Alicante, 23 de dezembro de 2015), mais conhecido como Antoniet, foi um futebolista espanhol que atuava como atacante.
Teve seu destaque pelo Sevilla, clube que defendeu de 1957 até 1963. Formou a Delantera de Cristal, um quarteto de ataque formado por ele, Juan Agüero, Tibor Szalay e Chus Pereda. Era assim chamado por seus "integrantes" se destacarem pela "finura, brilho e delicadeza de jogo".
Morreu em 23 de dezembro de 2015, aos 82 anos, em sua cidade natal.